# Przemieszczenie (mechanika)
Przemieszczenie – jedno z podstawowych pojęć teorii sprężystości. Jest to zmiana położenia ciała (punktu ciała).
Aby możliwe było mówienie o przemieszczeniu, konieczne jest wyróżnienie pewnego stanu ciała (układu) zwanego stanem nieodkształconym. Jest to pewien dowolny, umowny stan, w którym znane są położenia wszystkich elementów ciała (punktów). Oznacza to, że znana jest funkcja:
{\displaystyle {\vec {R}}_{0}\colon \Omega \to P,}
gdzie:
{\displaystyle R} – wektor położenia,
{\displaystyle \Omega } – zbiór wszystkich punktów ciała,
{\displaystyle P} – zbiór wszystkich punktów przestrzeni, w której „zawieszone” jest ciało.
W praktyce takim stanem najczęściej jest sytuacja, w której do ciała nie są przyłożone żadne siły.
Rozpatrując dowolny, inny stan ciała możliwe jest określenie położeń punktów ciała {\displaystyle {\vec {R}}_{1}.}
Przy takich założeniach, przemieszczeniem jest różnica:
{\displaystyle {\vec {u}}={\vec {R}}_{1}-{\vec {R}}_{0}.}
Oznacza to, że przemieszczenie jest polem wektorowym, czyli przyporządkowaniem każdemu punktowi ciała wektora przemieszczenia {\displaystyle u.}